# Cargados Carajos

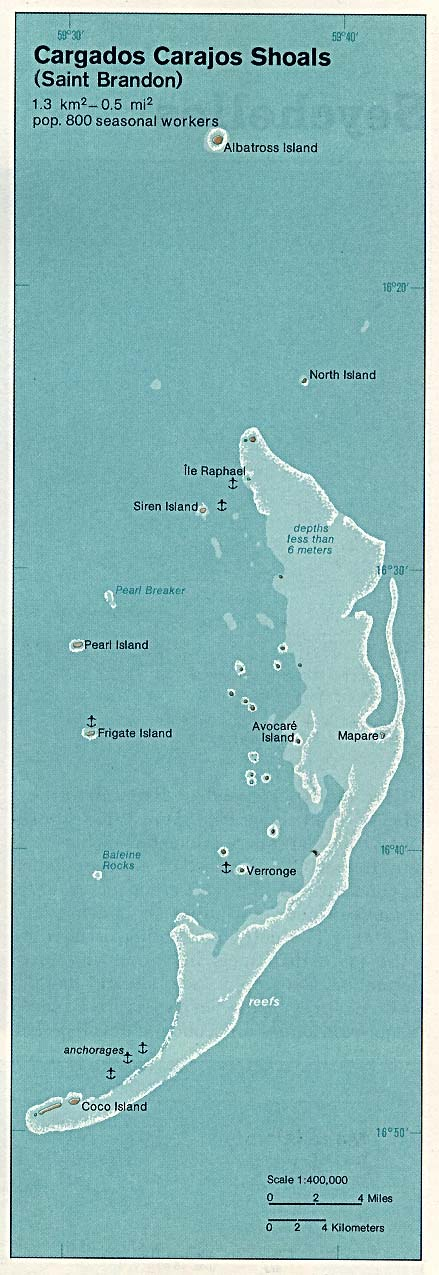
Karta över området.

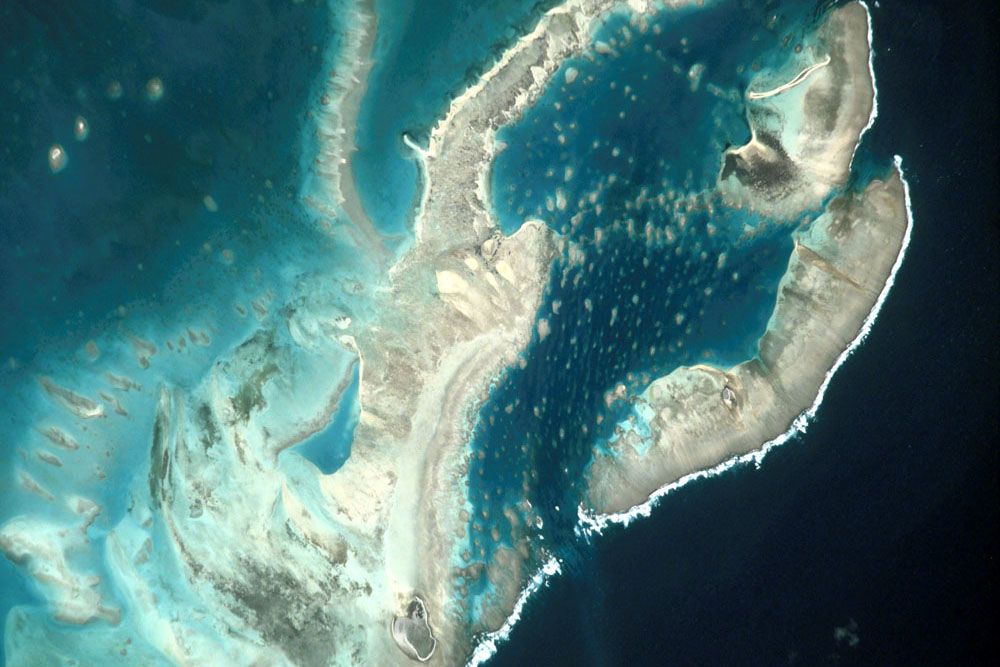
Satellitbild.

Cargados Carajos Shoals (även St. Brandon/Saint Brandon Rocks) är en liten ögrupp bland Maskarenerna i västra Indiska oceanen. Förvaltningsmässigt är ögruppen ett distrikt i Mauritius.

## Geografi
Cargados Carajos ligger cirka 400 km norr om Mauritius. Agalegaöarna ligger cirka 700 km nordnordväst om Cargados Carajos.
Ögruppen sträcker sig cirka 100 km från nord till syd och täcker en yta på cirka 190 km² med en landmassa på cirka 2 km². Den högsta höjden är på cirka 6 m ö.h. och ligger på Albatross Island.
Ögruppen består av låga korallöar och omfattar sammanlagd cirka 40 öar och sandbankar, de 22 större öarna är från norr till söder: 
- Albatross, största ön med 1,01 km²
- Îlot du Nord
- Île Raphael, huvudön
- Îlot Siren
- Île Tortue
- Île Perle
- Île du Sud
- Île Avoquer
- Îlot Mapare
- Île Frégate
- Îlote du Paul
- Baleine Rocks
- Île Verronge
- Veronge Îlot
- Îlot Palm
- Île aux Cocos
- Grande Capitane
- Petite Capitane
- Puits A Eau
- Île Poulailer
- Chaloupe
- Courson

### Flora och fauna
Öarna är en viktig häckningsplats för sjöfåglar och havssköldpaddor och främst för grön havssköldpadda.

## Demografi
Befolkningen består av cirka 35 icke bofasta fiskare på Île Raphael. 

## Historia
Ögruppen upptäcktes troligen av arabiska sjömän redan på 600-talet. Området döptes 1506 av portugisiska sjömän som provianterade här på väg mot Indien.